# Asynacta ambrostomae
Asynacta ambrostomae är en stekelart som beskrevs av Yin-Xia Liao 1987. Asynacta ambrostomae ingår i släktet Asynacta och familjen hårstrimsteklar. Inga underarter finns listade.